# Bezerra de Menezes - O Diário de um Espírito
Bezerra de Menezes: O Diário de um Espírito (ou Bezerra de Menezes: O Filme) é um filme brasileiro de 2008, do gênero drama, dirigido por Glauber Filho e Joe Pimentel.
A vida de Bezerra de Menezes foi transposta para o cinema, na película, com direção de Glauber Santos Paiva Filho e Joe Pimentel. O elenco é integrado por Carlos Vereza no papel título, Caio Blat e Paulo Goulart Filho, e com a participação especial de Lúcio Mauro. A produção foi orçada em 1,7 milhões de Reais, a cargo da Trio Filmes e Estação da Luz, com locações no Ceará, Pernambuco, Distrito Federal e Rio de Janeiro, tendo envolvido a mão-de-obra de uma equipe de cento e cinquenta pessoas. O lançamento do filme deu-se em 29 de agosto de 2008.[carece de fontes?]

## Elenco
- Carlos Vereza.... Bezerra de Menezes
- Magno Carvalho.... Bezerra de Menezes (jovem)
- Lucas Ribeiro.... Bezerra de Menezes (criança)
- Cláudio Raposo.... Antônio Adolfo Bezerra de Menezes
- Juliana Carvalho.... Dona Fabiana
- Mirelle Freitas.... Maria Cândida
- Alexandra Marinho.... Cândida Augusta
- Ana Rosa.... Irmã de Bezerra de Menezes
- Everaldo Pontes.... Soares
- Larissa Vereza.... Cunhada de Bezerra de Menezes
- Lúcio Mauro.... Líder do centro espírita
- Pedro Domingues.... Senhor Materialista
- B. de Paiva.... Doutor Leopoldino
- Taís Dahas.... Hermínia
- Fernando Piancó.... Pai de Hermínia
- Ana Cristina Viana.... Mãe de Hermínia
- Cristiane de Lavôr.... Maria do Carmo
- Rodger Rogério.... Padre exorcista
- Renato Prieto.... Pedinte
- WJ Solha.... Freire Alemão
- Robério Diógenes.... Altino
- Romário Fernandes.... Estudante
- Andrea Piol.... Mãe aflita
- Fernando Teixeira.... Deputado Gaspar Drummond
- Rutílio Oliveira.... Deputado Andrade Figueira
- Tarcísio Pereira.... Médium João Gonçalves do Nascimento
- João Dantas.... Médico Mário Lacerda
- Nanda Costa.... Senhora
- Fernando Catoni.... Farmacêutico
- Caio Blat.... Militar
- Paulo Goulart Filho.... Militar

## Recepção
No Papo de Cinema, Robledo Milani avaliou com 2,5/5 de sua nota dizendo que " é o típico filme feito por e para um público específico, que só existe para atender a uma demanda específica de mercado. E a despeito de ter – ou não – qualidades, ele atinge estes objetivos iniciais com muita competência. Agora, se eles são sábios ou não, isso já é outra conversa."